# 近江甲賀の前挽鋸製造用具及び製品
近江甲賀の前挽鋸製造用具及び製品（おうみこうかのまえびきのこせいぞうようぐおよびせいひん）は、滋賀県の甲賀地方（現在の甲賀市周辺）で造られ、全国的に普及した「前挽鋸」という大型の鋸を製造する際の用具と製品を収集したもので、国の重要有形民俗文化財に指定されている。

## 概要
2015年（平成27年）3月2日に生産、生業に用いられるものとして国の重要有形民俗文化財に指定された（指定番号：229）。
前挽鋸の製造工程で使われた用具と製品を中心に、検品・計測用具、販売用具、職人の信仰用具など、製造用具945点、製品329点、計1274点で構成されている。その他、前挽鋸の流通を示す各地からの注文書などの記録類418点も付く。
現在、甲賀市甲南ふれあいの館に保管され、常設展示されている。

## 経緯
1986年（昭和61年）に前挽鋸の製造業者の一つだったマルヘイ（八里平右衛門家）の工場が解体され、当時の甲南町（現甲賀市）へ製造用具が寄贈される。
1991年（平成3年）、世代間交流を目的として色んな民具を展示紹介する「ふれあいの館（現 甲賀市甲南ふれあいの館）」を開館することとなり、同じ民具ということで前挽鋸も収蔵・展示される。
1997年（平成9年）に前挽鋸製造職人の今村謙治、木挽職人の田中新治郎と双方の工程の撮影収録を行う。2000年度（平成12年度）から３年間にわたって、当時の甲南町教育委員会が前挽鋸に関する総合調査を行った。
前挽鋸の製造用具、販売実態のわかる書類、それに加えて製造職人と使い手の映像記録を含めた体系的な資料が残されていることは全国的に見ても貴重である。

## 甲賀前挽鋸の歴史
1720年（享保5年）、三大寺村の福本九兵衛が京都の前挽鋸鍛冶職人、天王寺屋三右衛門に弟子入りして学ぶ。独立にあたり三右衛門から商売の差し止めを訴えられるが、京都を去り地元で前挽鋸の製造を再開し、後で正式に京都前挽鋸仲間に加入した。当初は京流として販売していたが、1873年（明治6年）以降、江州、近江、甲賀等の産地名が刻まれるようになる。明治時代後期にヨーロッパから鋼の原料が輸入されるようになり、前挽鋸も和鋼製から洋鋼製に切り替える。明治時代後期から大正時代にかけて、商業誌に広告を掲載するとともに交通網や通信網の充実もあり全国各地の金物屋に卸すようになり、最盛期を迎えた。
しかし、昭和時代に入ると、機械製材が出現し、需要が急速に減少。太平洋戦争後も製造販売を続けたが、昭和20年代末を境にほぼ取扱われなくなった。昭和40年代半ばに最後の前挽鋸鍛冶、八里平右衛門家で製造販売を終了する。